# Łasków
Łasków – wieś w Polsce położona w województwie lubelskim, w powiecie hrubieszowskim, na południowym skraju gminy Mircze. Leży nad rzeką Bukową, w obrębie Kotliny Hrubieszowskiej. 
W latach 1975–1998 miejscowość należała administracyjnie do województwa zamojskiego. 
Wieś jest sołectwem w gminie Mircze. Według Narodowego Spisu Powszechnego (III 2011 r.) liczyła 132 mieszkańców i była dziewiętnastą co do wielkości miejscowością gminy.
Wierni Kościoła rzymskokatolickiego należą do parafii Zmartwychwstania Pańskiego w Mirczu.

## Historia
Wieś zamieszkiwana przez ludność ruską (ukraińską). W 1827 r. liczyła 34 domy i 253 mieszkańców, natomiast pod koniec XIX w. było 36 domów i 537 mórg ziemi włościańskiej i 894 morgi ziemi dworskiej. Wówczas we wsi znajdowała się prawosławna (przed 1875 unicka) cerkiew św. Stefana, filia parafii Mircze i jednoklasowa szkoła podstawowa. Według spisu z 1921 wieś składała się z 62 gospodarstw i liczyła 339 mieszkańców. 11 z nich zapisano jako Polaków, 324 jako Ukraińców i 4 jako Żydów. Wśród nich było 14 rzymskich katolików, 321 prawosławnych i 4 wyznawców judaizmu. Pobliska kolonia Łasków składała się z 35 domów mieszkalnych i liczyła 283 mieszkańców. Wszyscy zostali zapisani jako Polacy. Wśród nich było 228 rzymskich katolików oraz 55 prawosławnych. W 1938 w ramach akcji polonizacyjnej zburzono cerkiew.
W Łaskowie na przełomie lat 1943 powstał oddział Ukraińskiej Narodowej Samoobrony. 10 marca 1944 oddziały 5 batalion AK pod dowództwem Stefana Kwaśniewskiego "Luksa" i batalion BCh pod dowództwem Stanisława Basaja "Rysia" dokonał pacyfikacji wsi, po uprzednim zniszczeniu Szychowic (tego samego dnia został zaatakowany i zniszczony również Sahryń). Według relacji polskiego uczestnika ataku na Łasków wieś została zdobyta, zaś w bunkrach położonych na jej terenie odnaleziono magazyn broni należący prawdopodobnie do UPA. Stefan Kwaśniewski oraz kronika batalionu "Rysia" opisują również, że w Łaskowie obok ukraińskich partyzantów zabijani byli również miejscowi cywilni mieszkańcy. Ukraińscy mieszkańcy Łaskowa w swoich wspomnieniach mówią o dokonaniu przez polskich partyzantów zbrodni na kilkudziesięciu, lub nawet kilkuset ukraińskich cywilach. Wersję tę potwierdza polski historyk Marek Jasiak, zdaniem którego w Łaskowie zginęło 250 Ukraińców. Najnowsze zestawienia historyków ukraińskich mówią o co najmniej 330 zabitych. Wśród zamordowanych był proboszcz miejscowej parafii prawosławnej ks. Lew Korobczuk. Ofiary pacyfikacji pochowano na cmentarzu prawosławnym w Łaskowie. Jedna z ocalałych z ataku na wieś, Lidia Własiuk-Kołomijec, ufundowała w tym miejscu pomnik pamięci wszystkich zmarłych mieszkańców Łaskowa od powstania wsi do jej zniszczenia w 1944.